# تهذيب (فلم 2003)
تهذيب (Tehzeeb/तहज़ीब) هو فيلم درامي هندي صدر وأنتج في 2003 من بطولة أورميلا ماتوندكار و ديا ميرزا، وإخراج خالد محمد، وإنتاج باريش تالبادي.
يحكي الفيلم عائلة بسيطة وقصتها مع الفتاة المسجونة سابقا والتي تبنتها تهذيب (أورميلا ماتوندكار) بعدما خرجت من مستشفى المجانين.

## روابط خارجية
- مقالات تستعمل روابط فنية بلا صلة مع ويكي بيانات